# Chiara Grimm
Chiara Grimm (* 28. Januar 1997 in Münsterlingen) ist eine Schweizer Tennisspielerin.

## Karriere
Chiara Grimm begann mit dem Tennis im Alter von 6 Jahren; sie bevorzugt als Belag den Hartplatz. Nach dem Besuch der NET Swiss Olympic Sport School in Kreuzlingen studiert sie zurzeit an der Pädagogischen Maturitätsschule Kreuzlingen.
Als ihre grössten sportlichen Erfolge bezeichnet sie die Europameister-Titel U14/U16 im Doppel und U16 im Team sowie die Schweizer Meistertitel U12/U14/U16 in Einzel und Doppel. Ausserdem verbuchte sie U18-ITF-Turniersiege in Kreuzlingen, Nürnberg und auf Zypern. Auf der ITF Women’s World Tennis Tour gewann sie bislang sieben Titel im Doppel, zweimal an der Seite von Jil Teichmann.
Ihr bislang letztes internationale Turnier spielte Grimm im Januar 2020. Sie wird daher nicht mehr in der Weltrangliste geführt.

## Turniersiege

### Doppel
| Nr. | Datum             | Turnier  | Kategorie   | Belag | Partnerin      | Finalgegnerinnen                           | Ergebnis         |
| --- | ----------------- | -------- | ----------- | ----- | -------------- | ------------------------------------------ | ---------------- |
| 1.  | 31. August 2013   | Caslano  | ITF $10.000 | Sand  | Jil Teichmann  | Sara Ottomano Barbora Štefková             | 6:4, 4:6, [10:4] |
| 2.  | 26. April 2014    | Chiasso  | ITF $25.000 | Sand  | Jil Teichmann  | Alice Matteucci Camilla Rosatello          | 7:5, 6:3         |
| 3.  | 13. Mai 2017      | Hammamet | ITF $15.000 | Sand  | Naiktha Bains  | Natalija Kostić Jelena Simić               | 4:6, 6:3, [10:4] |
| 4.  | 23. November 2018 | Hammamet | ITF $15.000 | Sand  | Chiara Scholl  | Irys Ekani Kelian Le Bihan                 | 6:2, 6:1         |
| 5.  | 27. April 2019    | Antalya  | ITF $15.000 | Sand  | Jenny Dürst    | Xenija Palkina Zhang Ying                  | kampflos         |
| 6.  | 18. Mai 2019      | Antalya  | ITF $15.000 | Sand  | Jenny Dürst    | Jekaterina Kasionowa Alexandra Pospelowa   | 3:6, 6:1, [10:3] |
| 7.  | 25. Mai 2019      | Antalya  | ITF $15.000 | Sand  | Alina Silitsch | Jekaterina Kasionowa Angelina Schurawljowa | 6:4, 6:2         |

## Weltranglistenpositionen am Saisonende
| Jahr   | 2013 | 2014 | 2015 | 2016 | 2017 | 2018 | 2019 | 2020 | 2021 |
| ------ | ---- | ---- | ---- | ---- | ---- | ---- | ---- | ---- | ---- |
| Einzel | 910  | —    | 1199 | 614  | 633  | —    | 1075 | 1128 | 1385 |
| Doppel | 689  | 611  | 997  | 715  | 590  | —    | 603  | 695  | 950  |